# Carmen Climent Roca
Carmen Climent Roca   (Bilbao, 13 de febrer de 1996) és una actriu de cinema, teatre i televisió, cantant i ballarina espanyola.
És coneguda pels seus papers en diferents pel·lícules i sèries com Cuéntame cómo pasó (La 1), Terror.app (Flooxer) o Alardea (ETB1). En teatre, ha treballat en diferents produccions teatrals com Somni d'una nit d'estiu (2014), Estiu de Cristall (2015), Luna On Beat, sobre rodes (2018), La llegenda del temps (2019) o Madrid 24h (2021).

## Biografia
Els seus pares són naturals de Tavernes de la Valldigna a València, però es van traslladar a Bilbao pel seu pare, Rafa Climent, que és membre de la banda municipal de música de Bilbao des de fa 30 anys.
Es va formar en arts escèniques i interpretació a l'escola superior d'arts escèniques Ànima Eskola on va cursar els estudis superiors d'art dramàtic amb David Valdelvira, Marina Shimanskaya i Algis Arlauskas, formant-se com a actriu de mètode, sota la metodologia Stanislavsky-Vajtangov-M.Txèkhov-Meierhold (mètode rus). Allí va coincidir amb els actors Nerea Elizalde, Julen Guerrero, Lorea Lyons i Ane Inés Landeta, amb qui va estudiar. Després es va formar amb classes de cinema amb Richard Sahagún.
En 2014 va interpretar l'obra Somni d'una nit d'estiu de William Shakespeare, una producció dirigida pel director d'escena David Valdelvira i escenificada en el Teatre Campos Elíseos, al costat de Nerea Elizalde, Julen Guerrero, Lorea Lyons i Ane Inés Landeta, entre altres membres del repartiment. La producció teatral va ser premiada amb el Premi Buero Vallejo (2015), en la XII edició dels premis.
En 2015, va interpretar l'obra Diàlegs Impossibles, una producció dirigida per l'actriu i directora russa Marina Shimanskaya, basat en els treballs La gavina, L'hort dels cirerers i Les tres germanes d'Anton Txékhov i en la poesia de Gustavo Adolfo Bécquer, al costat de Nerea Elizalde, Lorea Lyons i Ane Inés Landeta, entre altres membres del repartiment.
També es va formar en cant musical i líric i en dansa clàssica, amb Igor Yebra, dansa contemporània, jazz i claqué, en música amb Roberto Bienzobas i en dansa amb Rakel Rodríguez. Com a ballarina ha participat en la companyia de ball de Rakel Rodríguez.
En 2015 entra a formar part de la Companyia hACERÍA de Bilbao amb la qual representa més de 30 funcions en les obres: Estiu de Cristall i La tristesa del caragol. L'any 2019 protagonitza un dels muntatges més ambiciosos del Teatre Pavó Kamikaze: La llegenda del temps, a partir d'Així que passin cinc anys de Federico García Lorca, sota la direcció de Carlota Ferrer i Darío Facal. Forma part de la companyia de teatre ¨hACERIA¨ i ha format part de diferents musicals en diferents parts d'Espanya, protagonitzant musicals com a Lluna, sobre rodes.
El desembre de 2018 va començar a gravar la seva interpretació de María Alcántara en la vintena temporada de la sèrie Cuéntame després de la sortida de Paula Gallego.